# László Bakos
László Bakos (ur. 14 października 1919 w Veszprémie, zm. 18 marca 1998 w Budapeszcie) – węgierski zapaśnik walczący w stylu wolnym. Olimpijczyk z Londynu 1948, gdzie zajął ósme miejsce w kategorii do 67 kg.
Mistrz Węgier w 1945 i 1947, w stylu klasycznym. Pierwszy w 1948; trzeci w 1942, 1943, 1945, 1946 i 1947, w stylu wolnym.

## Letnie Igrzyska Olimpijskie 1948
| Konkurencja       | Rundy eliminacyjne      | Rundy eliminacyjne | Rundy eliminacyjne      | Klas. końcowa |
| Konkurencja       | Przeciwnik I            | Przeciwnik II      | Przeciwnik III          | Miejsce       |
| ----------------- | ----------------------- | ------------------ | ----------------------- | ------------- |
| 67 kg styl wolnym | Gösta Frändfors (SWE) P | Peter Luck (GBR) Z | Hermann Baumann (SUI) Z | 8.            |